# Tom Harmon
College Football Hall of Fame 1954
(en) Statistiques sur pro-football-reference
Thomas Dudley Harmon (né le 28 septembre 1919 à Rensselaer et mort le 15 mars 1990 à Los Angeles) est un joueur américain de football américain. 

## Enfance
Thomas est le dernier enfant de Louis et Rosie Marie Harmon. À l'âge de cinq ans, Harmon et sa famille déménagent à Gary dans l'Indiana. Il étudie à la Horace Mann High School de la ville de Gary et en sort diplômé en 1937. Il est notamment nommé parmi les meilleurs joueurs de l'Indiana en football américain, capitaine de l'équipe de basket-ball.

## Carrière

### Université
Il entre à l'université du Michigan et intègre les rangs de l'équipe des Wolverines de football américain. Lors de sa dernière année, il remporte le Trophée Heisman ainsi que le Maxwell Award. 

### Professionnel
Tom Harmon est le premier choix du draft de la NFL de 1941, sélectionné par les Bears de Chicago. Néanmoins, il refuse l'offre de Chicago, préférant intégrer l'équipe des Americans de New York, évoluant en American Football League, concurrente de la National Football League.
Lors de la Seconde Guerre mondiale, Harmon est un pilote de l'Armée de l'air américaine à partir du 8 novembre 1941.
Il revient en 1946 dans le monde du football en faisant partie de l'équipe des Rams de Los Angeles mais il doit arrêter prématurément sa carrière du fait d'une blessure. Il se reconvertit dans le métier de consultant à la radio et à la télévision.

## Retraite
Il se marie avec l'actrice Elyse Knox, qui fait partie d'une famille bien implantée dans le monde du cinéma. Il est père de trois enfants : l'acteur Mark Harmon et les actrices Kristin Harmon et Kelly Harmon. Il est aussi le grand-père de Tracy Nelson, qui devient elle aussi actrice.
Le 15 mars 1990, Harmon décède d'une attaque cardiaque à Los Angeles à l'âge de soixante-dix ans.